# Булава
Булава (укр. булава, пољ. buława) је церемонијална палица коју су носили владари и војници са Истока, а у Европи је повезана са пољским и украјинским хетманима. Булава је тип буздована и није намењена бојној употреби, него је приказивала виског војно-политички статус особе која је булаву носила.

## Историја
Булава је врста палице, дуга од 50 до 80 cm. Прве булаве биле су камене (време неолита) у бронзаној доби постале су металне. Оружје је било карактеристично за древни Исток. За време античког Рима виђена је тек у 2. веку, више је била присутнија касније код муслиманских владара и војника. З западној Европи појави се у 13. веку.
Булава добија већи значај од 13. до 17. века, као владарско или војничко знамење и служила је све до 19. века. У 20. веку служила је код Маршала Пољске а користи је као официални симбол (инаугурације) председник Украјине.
Булава у Европи је била најпопуларнија за време Државне заједнице Пољске и Литваније и код украјинских, руских Козака.
- Пољски хетман Карол Ходкевич са булавом
- Булава у рукама Илије Муромца
- Грб пољског хетмана
- Булава у рукама пољака Јана Замојског
- Украјински хетман Петро Конашевич-Сагајдачниј
- Кошеви атаман Иван Брјуховецки